# Sörkastet, Rönneberg och Strandudde
Sörkastet, Rönneberg och Strandudde var fram till 2015 en av SCB avgränsad och namnsatt småort i Kristinehamns kommun. Den omfattade bebyggelse i de tre sammanväxta byarna belägna strax sydväst om Kristinehamn utmed östra stranden av Vålösundet, inloppet till Varnumsviken. Från 2015 räknas bebyggelsen som en del av tätorten Kristinehamn.